# Ваш-Язи
Ваш-Язи́ (рос. Ваш-Язы, башк. Вашъяҙы) — присілок у складі Аскінського району Башкортостану, Росія. Входить до складу Кшлау-Єлгинської сільської ради.
Населення — 16 осіб (2010; 48 у 2002).
Національний склад:
- башкири — 94 %